# Anyphops barbertonensis
Anyphops barbertonensis là một loài nhện trong họ Selenopidae.
Loài này thuộc chi Anyphops. Anyphops barbertonensis được George Newbold Lawrence miêu tả năm 1940.